# 云南绣线梅
云南绣线梅（学名：Neillia serratisepala）为蔷薇科绣线梅属下的一个种。

## 扩展阅读
- 維基物種上的相關：云南绣线梅